# Karl Jakob Rohr
Karl Jakob Rohr (getauft 1790 in Kirchleerau; † 12. April 1863 in Bern) war ein Schweizer Arzt.
Rohr entstammte der regimentsfähigen Familie Rohr, die aus Staufen kam und sich um 1600 in Bern niederliess. Er war der Sohn des Pfarrers Emanuel Rohr (1757–1811) und der Sophia Margaretha Elisabeth Siegfried aus Zofingen. Er war der Onkel des Wohltäters Georg Emanuel Ludwig Ziegler. Rohr studierte an der Akademie in Bern und in Berlin. Er erhielt 1815 den Auftrag, im ehemaligen Kloster Frienisberg ein Militärspital einzurichten und dieses zu leiten. 1823 heiratete er in Bolligen Maria Elisabeth Gruner. Später wurde er Leiter des Ausserkrankenhauses in Bern, zudem war er Mitglied des Inselkollegiums.

## Schriften
- Aerztlicher Bericht an das Departement des Innern über das äussere Krankenhaus bei Bern, Bern 1833.
- Aerztlicher Jahresbericht an das Departement des Innern über das äussere Krankenhaus bei Bern für das Jahr 1833, Bern 1834.